# ملعب دالاس كاوبويز
ملعب دالاس كاوبويز (بالإنجليزية: Dallas Cowboys Stadium)‏ أو ملعب إيه تي أند تي لأسباب الرعاية (بالإنجليزية: AT&T Stadium)‏، هو أكبر ملعب مقبب في العالم، وأكبر ملعب بدون أعمدة داخلية، وتعتبر الشاشة الداخلية أكبر شاشة في ملعب رياضي في العالم. يقـع ملعـب الكـاوبيوز في مدينـة أرلينغتون بولاية تكساس الأمريكية، وهـو ملعب نادي كرة القدم الأمريكية دالاس كاوبويز، وذلك بـدلاً من الملعـب القـديم للفريق الذي تم افتتاحه في السبعيـات. لا يقتصـر استعمال الملعـب على رياضة واحـدة كمـا هـي ملاعـب امريكا، فيمـارس عـدة العـاب وأحـداث مختلفة في الملعـب من كرة القدم الأمريكية، كرة القدم، كرة السلة، والأحـداث الدينيـة والترفيهية وغيـرها.

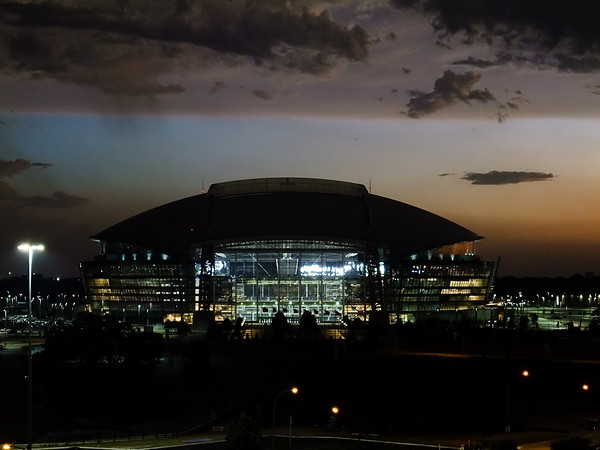
واجهة الملعب الخارجية ليلاً

## التصميم والبناء
من المتـوقـع ان يكـلف الملعـب ما يقارب 650 مليـون دولار أمريكي، ولكـن مع التعديلات وصــل المبلغ إلى ما يقـارب 1,15 مليـار دولار أمريكي، وكمسـاعـدة من المدينـة، قـام المحافظ برفـع نسبـة ضريبـة المبيعـات بـ0.5% وعلى الفنـادق بـ2%، وتأجـير السيـارات بـ5%، وبهـذا استطـاعت المدينـة انـ تـقدم مـا يقـاربـ الـ 325 مليـون دولار أمريكي، وأيضاً قـام الاتحـاد الأمريكي لكرة القدم الأمريكية بتزويـد الفريق بـ150 مليـون دولار أمريكي كمسـاعدة للفريق التـي تبنـي ملاعبهـا، واكمـل بـاقي المبلغ رئيـس النـادي (جـيري جـونز) من ماله الغاص. وحـدثت ضجـة كبـيرة على
تسميـة الملعـب، وقـام الجمهـور والمحبيـن باطلاق الكثـير من الاسـمـاء والالقـاب على الملعـب منهـا: (عـالم جيري - مدينـة جونز - جـونز محل) ولكـن في النهـايـة قـام الرئيس بتسميـة الملعـب باستـاد الكاوبيوز. وللرفـاهيـة، قـاموا بتزويـد الملعـب بـ3000 شـاشـة LCD للمدرجـات في مقصورة الشخصيات المهمة ولكـنهم أيضـاً قـامـوا بوضع الشـاشـة العملاقة في الملعـب كرفـاهيـة للجمـاهـير. كـان المهنـدس والتـر مــوور هـو من صمـم الملعـب وسطحـه المتحرك، وقـامت شـركـة UNI system للمقـاولات باستلام مهمـة بناء المشــروع. من أهم الاحـداث التـي سيستضيفـهـا الملعـب، المبـاراة النهـائيـة للدوري الامريكيـ الموسم القـادم والمسماة السوبر بول وأيضـاً مبـاراة كـل النجـوم في دوري السلة الأمريكي الـNBA.

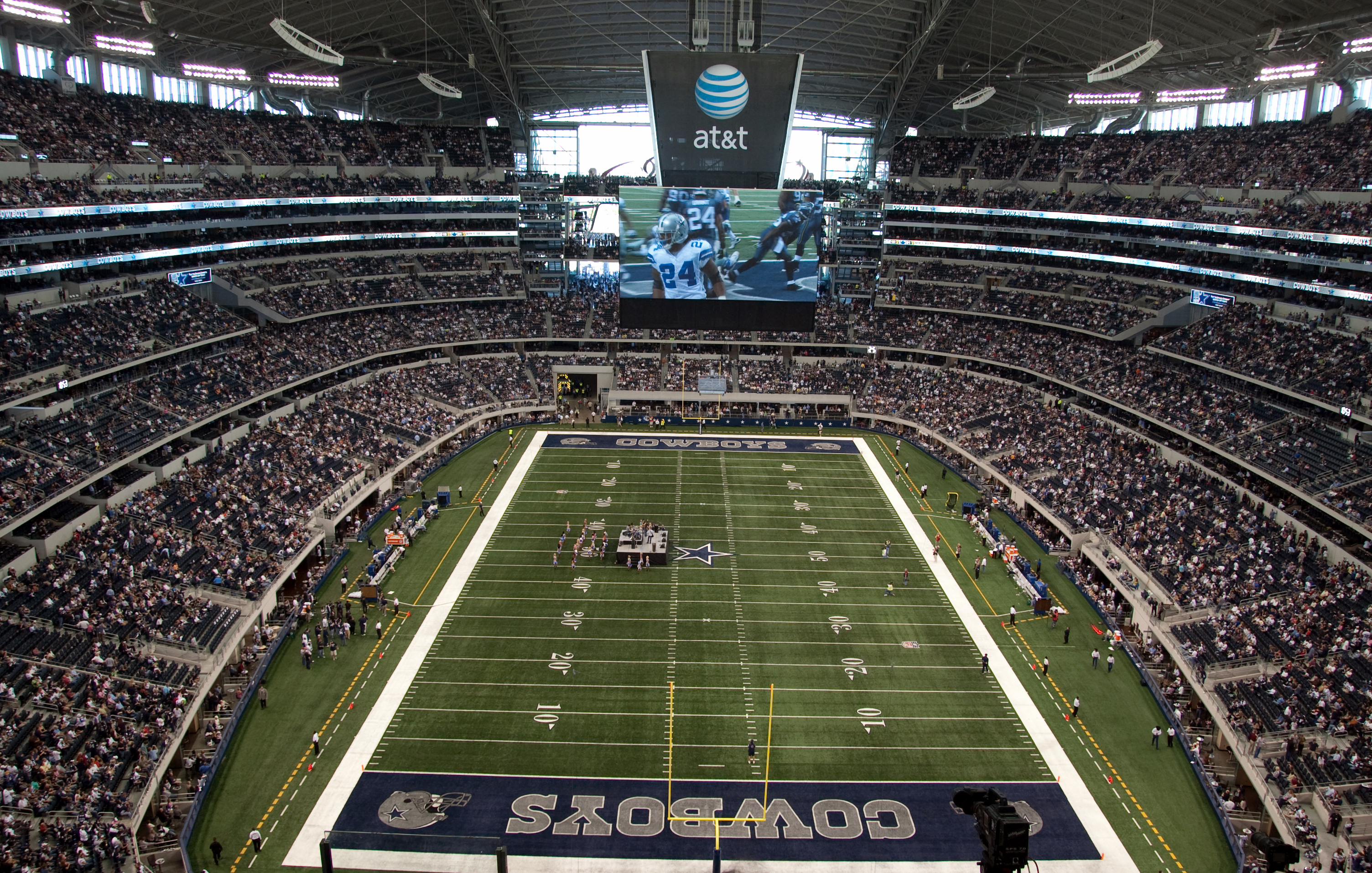
الجماهير تملأ الملعب قبل مباراة فريق دالاس كاوبويز في الدوري الوطني لكرة القدم الأمريكية

## السنوات والاحداث
- 1994 : أعلن رئيس النـادي عن نيتـه في بنـاء ملعـب يزيـد سعـة الجمـاهـير وله سطح متـحرك.
- 1997-2000 : جـرت الكثير من المحـادثات بيـن الفريق ومدينة ارلينجتـون حيـث تقرر بنـاء الملعـب هنـاك.
- 2001 : صرح الرئيس جيري بان مدينة أرلينغتون، تكساس ستكون هـي مكـان الملعب الجـديد وتم شراء قطعة ارض بمساحة تصـل الـى 8 كيلـو متر مربع.
- 2004 : في شهـر ايـار من هذه السنـة اعـلن النادي عن بداية عملية البناء، وطلبـوا من جمـاهير النـادي في المدينـة بالسمـاح لهم برفع الضربيـة حتـى يتمكنـوا من دفع تكـاليف الملعب.
- 2007 : في بداية هذه السنـة، سقـط أحد العاملين في البناء من ارتفاع 6 أمتار وتعرض لجـروح وكسور بسيطـة.
- 2009 : في شهـر مـايـو تم افتتاح الملعب.

## الشاشة العملاقة

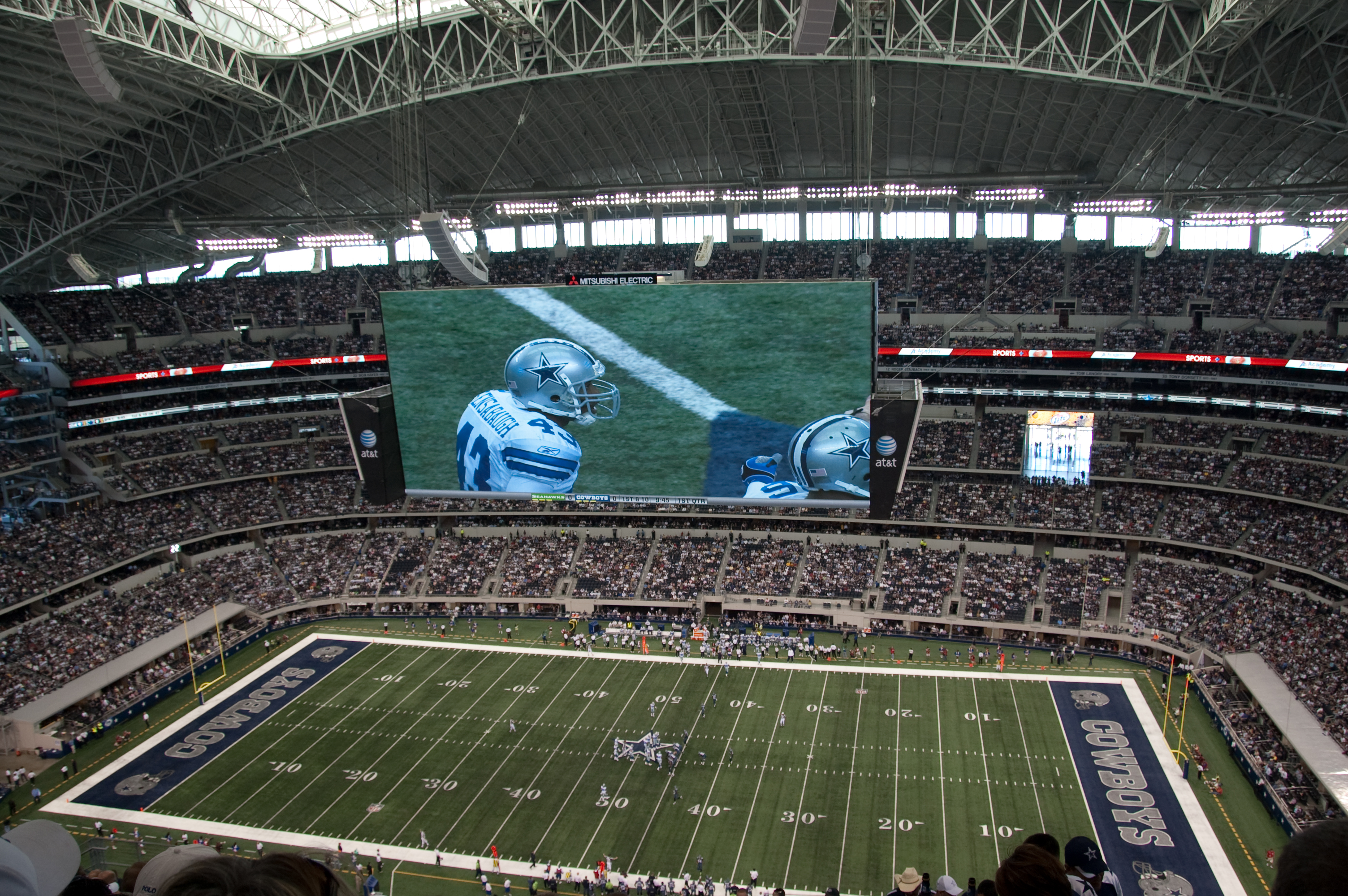
صورة للشاشة العملاقة في داخل الملعب

عن هذه الشـاشـة الاضخم في العالم ويطـلق عليها اسم عـالم جيـري نسبـة لرئيس النـادي. حيث يبـلغ ارتفاعها 90 قدم وتمتد من الياردة العشرين الأولى إلى الثانية أي انها 60 قدم. طوال الشـاشـة 49 م × 22 م، ومسـاحتـهـا 1.070 مـتر مربـع. وان شركـة ميتسـوبيشي دايمـونـد فيجـين هـي من استلمـت مهمـة تصميم الشـاشـة وتطـويرهـا، وتمـلك 10,58,064 LEDs، وتستهـلك ما مقداره 635,000 واط.